# چهارفرسخ
چهارفرسخ روستایی در دهستان نه بخش مرکزی شهرستان نهبندان استان خراسان جنوبی ایران است. بر پایه سرشماری عمومی نفوس و مسکن در سال ۱۳۹۰ جمعیت این روستا ۹۴۹ نفر (در ۲۶۷ خانوار) بوده‌است.